# Jaime Rexach Benítez

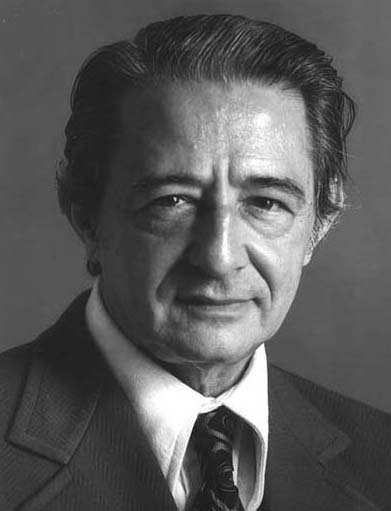
Jaime Rexach Benítez

Jaime Rexach Benítez (* 29. Oktober 1908 in Vieques; † 30. Mai 2001 in San Juan) war ein puerto-ricanischer Politiker. Zwischen 1973 und 1977 vertrat er Puerto Rico als Delegierter (Resident Commissioner) im Repräsentantenhaus der Vereinigten Staaten.

## Werdegang
Jaime Benítez besuchte bis 1926 die öffentlichen Schulen seiner Heimat. Danach studierte er bis 1931 an der Georgetown University in Washington, D.C. Anschließend studierte er bis 1938 an der University of Chicago. In den folgenden Jahren trat er neben seinen anderen Tätigkeiten auch als Autor in Erscheinung. Von 1931 bis 1942 gehörte er dem Lehrkörper der Universität von Puerto Rico an. Diese Zeit war durch sein Studium in Chicago unterbrochen. Zwischen 1942 und 1966 war er Kanzler der Universität von Puerto Rico; von 1966 bis 1971 fungierte er als Präsident des dortigen Universitätssystems. Politisch gehörte er der Demokratischen Partei und der puerto-ricanischen Partido Popular Democrático an. In den Jahren 1951 und 1952 nahm Benítez an einem Verfassungskonvent seiner Heimat teil. Außerdem fungierte er als Vorsitzender des Committee on Bill of Rights. Von 1948 bis 1954 war er Mitglied der amerikanischen Kommission bei der UNESCO. Im Jahr 1948 war er auch Mitglied der US-Delegation bei einer Universitätskonferenz in Utrecht. In den Jahren 1950 und 1952 war er auch auf UNESCO-Konferenzen in Paris und Havanna. 1956 wurde er in die American Academy of Arts and Sciences gewählt. Von 1957 und 1958 amtierte er als Präsident der National Association of State Universities. Im Juli 1976 war er Delegierter zur Democratic National Convention in New York, auf der Jimmy Carter als Präsidentschaftskandidat nominiert wurde.
Bei den Kongresswahlen des Jahres 1972 wurde Benítez als nicht stimmberechtigter Delegierter für vier Jahre in das US-Repräsentantenhaus in Washington gewählt, wo er am 3. Januar 1973 die Nachfolge von Jorge Luis Córdova antrat. Bis zum 3. Januar 1977 konnte er im Kongress verbleiben. Im Jahr 1976 wurde er nicht bestätigt. Zwischen 1980 und 1986 war er Professor an der Interamerican University of Puerto Rico. Er starb am 30. Mai 2001 in San Juan.